# Алберто Савинио
Алберто Савинио (на италиански: Alberto Savinio) (псевдоним на Андреа Франческо Алберто де Кирико) (25 август 1891 – 5 май 1952) е италиански художник, писател, музикант, журналист, есеист, драматург, дизайнер на сцени за представления и композитор.
Братът на художника, Джорджо де Кирико, е сред малкото италианци, участвали в европейското авангардно движение. Неговите дейности често са свързани с философски и психологически теми и е сериозно заинтересован от философията на изкуството.
През живота си Савинио композира 5 опери и пише поне 47 книги, включително множество автобиографии и мемоари. Приживе трудовете на Савинио получават много смесени оценки, често заради перверзното използване на сюрреализма. Той е повлиян от Аполинер, Пабло Пикасо, Жан Кокто, Макс Жакоб и Фернан Леже.

## Биография

### Детство и образование
Андреа основно учи в домашни условия с майка си, докато живеят в Гърция. Често изобразява баща си като образователно ограничен, властен и тягостен. Отчасти заради ограничителната си обучаваща среда вкъщи, Андреа заобичва Гърция. През ранното си детство Андреа е омагьосан от руините и културата на Древна Гърция, които влияят благоприятно върху неговата креативност и фантазия през детството. Като резултат Андреа по-късно приписва на Гърция своята любов към критичното мислене и иронията.
Андреа има и музикално образование. На 12 години той завършва Атинската консерватория със специалности пиано и музикална композиция. Баща му умира, когато е 14-годишен. Андреа композира Реквием в памет на баща си. Семейството на Андреа след това се завръща в етнически родната си земя, Италия. Но Италия е само временен дом, скоро семейството се премества в Мюнхен, Германия. Докато живее в Германия, Андреа получава уроци по пиано и композиция от прочутия музикант Макс Регер. Под ръководството на Регер Андреа композира първата си по-голяма творба, операта в 3 действия Кармела. Кармела е забелязана от композитора Пиетро Маскани и музикалния публицист Рикорди.
През 1911 г., когато Андреа навършва 20 години, неговата музика е достатъчно популярна, за да го канят на концерти в Мюнхен. Същата година Андреа става самостоятелен, като се премества в Париж, епицентъра на активност за европейското авангардно и модернистично движение. Докато живее в Париж, Андреа се запознава с много писатели и художници, като Пабло Пикасо, Жан Кокто, Макс Жакоб и Фернан Леже. Андреа развива и интерес към изкуството на пантомимата.
През 1914 г., в усилие да се различи от прочутия си брат, художника Джорджо де Кирико, Андреа започва да използва литературния псевдоним Алберто Савинио.

### Първата световна война
Малко след избухването на Първата световна война Савинио и брат му се връщат в Италия, за да се запишат в италианската армия. Двамата са изпратени във военната болница във Ферара, където се срещат с Карло Кара. Под влиянието на Джовани Папини тримата с Кара създават художественото движение Schola Metafisica („Метафизична школа“), което се превръща в едно от най-значимите движения в италианското изкуство на 20 век.

## Произведения

### Проза и есеистика
- Hermaphrodito (1918, роман в стихове и проза на френски и италиански език)
- La casa ispirata (1920)
- Angelica o la notte di maggio (1927)
- Tragedia dell’infanzia (1937, автобиография)
- Achille innamorato (Gradus ad Parnassum) (1938, разкази)
- Dico a te, Clio (1940, пътепис)
- Infanzia di Nivasio Dolcemare (1941, автобиография)
- Narrate, uomini, la vostra storia (1942)
- Casa „La Vita“ (1943, разкази)
- Ascolto il tuo cuore, città (1944, есе)
- La nostra anima (1944)
- Sorte dell’Europa (1945, есе)
- Introduction à une vie de Mercure (1945)
- Souvenirs (1945)
- I miei genitori, disegni e storie di Alberto Savinio (1945)
- Tutta la vita (1945, разкази)
- L’angolino (1950)
- Scatola sonora (1955, есе за музика)
- Vita dei fantasmi (1962)
- Nuova enciclopedia (1977, есе)
- Torre di guardia (1977, есе)
- Il signor Dido (1978, разкази)
- Vita di Enrico Ibsen (1979)
- Il sogno meccanico (1981, есе за кино)
- Palchetti romani (1982)
- Capri (1988)
- La nascita di Venere (2007)

### Драматургия
- La morte di Niobe (1925)
- Capitan Ulisse (1934)
- La famiglia Mastinu (1948)
- Emma B. vedova Giocasta (1949)
- Alcesti di Samuele (1949)
- Orfeo vedovo (1950)
- Vita dell’uomo (1950)

### Преводи
- Brantôme, Le dame galanti, 1937.
- Guy de Maupassant, Venti racconti con Lui e l'altro. Racconti "bianchi, Racconti "neri", Racconti della "pazzia", traduzione di con Anna Maria Sacchetti, Roma, Documento, 1944.

### Музикални творби
- Persée (1913, балет)
- Deux amours dans la nuit (1913, балет)
- La Mort de Niobé, (1913, мимическа трагедия за хор, три пиана и оркестър)
- Les chants de la Mi-Mort, (1914, едноактна лирическа опера)
- Les Chants de la Mi-Mort (1914, сюита за пиано)
- Vita dell’uomo (1948, балет)
- Agenzia Fix (1950, радио опера)
- Cristoforo Colombo (1952, радио опера)
- Serenata за пиано

## За него
- Stefano Lanuzza, Alberto Savinio, Fiorenza, La Nuova Italia, 1979
- Marcello Carlino, Alberto Savinio. La scrittura in stato d'assedio, Roma, Istituto dell'Enciclopedia Italiana, 1979
- Vanni Bramanti, Gli dei e gli eroi di Savinio, Palermo, Sellerio, 1983
- M. Porzio, Savinio musicista. Il suono metafisico, Venezia, Marsilio, 1988
- Silvia Pegoraro, La metamorfosi e l'ironia: saggio su Alberto Savinio, Bologna, Pendragon, 1991
- Alberto Savinio: pittore di teatro = peintre de théâtre, Milano, Fabbri, 1991
- VV. AA., Mistero dello sguardo: studi per un profilo di Alberto Savinio, Roma, Bulzoni, 1992.
- Leonardo Sciascia, „Savinio“, в: Crucigrama, Mexico, FCE, 1990.
- Alberto Savinio: peinture et litterature, editado por Giuliano Briganti y Leonardo Sciascia, Milano, Franco Maria Ricci, 1992